# بينو ماير فيلاك
بينو ماير فيلاك (بالألمانية: Benno Meyer-Wehlack)‏ Benno Meyer-Wehlack (ولد في شتيتين في 17 يناير 1928) هو مؤلف إذاعي وكاتب سيناريو ألماني.

## حياته
نشأ فيلاك في مدينتي كيل وبرلين. في عام 1945 بعد الحرب العالمية الثانية بدأ دراسة التمثيل المسرحي. وابتداء من عام 1949ربطته صداقة عميقة بماركوس بيمر، الذي كان يشجعه ويدفعه إلى الكتابة.
نشر فيلاك كتاباته الأولى في العديد من الصحف مثل صحفية برلين Berliner Zeitung والصحيفة الجديدة Neue Zeitung. ثم عمل من عام 1959 حتى 1961 مؤلفا في تلفزيون SWF, ثم من عام 1965 حتى 1967 في تلفزيون SFB.
عمل مدرسا في عام 1967 في أكاديمية الفيلم والتلفزيون في برلين، وكان يدرس للسنة التأسيسية، لكنه لم يستمر في هذا العمل بعد سنة واحدة . ثم تفرغ منذ أواخر الستينيات للكتابة في برلين حيث كان يقيم. وقد تزوج من الكاتبة إيرينا فيركليان ذات الأصول الكرواتية، وقام بترجمة العديد من الأعمال الأدبية من الكرواتية إلى الألمانية.
وفضلا عن ذلك فهو عضو في مركز بن P.E.N. الأدبي، وكذلك عضو في الأكاديمية الفنون في برلين.

## من أعماله

### تمثيليات إذاعية
- الحدود 1955
- العجلة الذهبية 1956
- الإغراء 1957
- تسعة أشهر 1968
- في الوقت الحالي 1971
- الصورة 1976
- شمس سماء الغربة 1977
- ييلكا 1977
- كتاب الحياة 1978
- المفاجأة 1980
- المرأة ذات الثوب الأزرق 1981
- ما أردت قوله 1986
- الطفل الهارب 1995
- الرجل العجوز والصمت 1999
- كما هي العادة 2001
- أحلام سيروفي 2004

### سناريوهات
- أطفال الجيران 1960
- قطعة قطعة 1962
- لست طائرا 1971
- حلم هيرلمان 1972
- أرتور وبيتر والإسكيمو 1973
- الطريق إلى الجنوب 1975

## روابط خارجية
- بينو ماير فيلاك على موقع IMDb (الإنجليزية)
- بينو ماير فيلاك على موقع قاعدة بيانات الفيلم (الإنجليزية)
- بينو ماير فيلاك على موقع كينوبويسك (الروسية)